# 킹 (기업)
킹(영어: King)은 영국의 아이폰 및 안드로이드 단말기용 게임 메이커이다. 2015년 11월 액티비전 블리자드가 주식 한 주당 18달러, 총 59억 달러(약 6조 7000억원)로 인수하였다.

## 게임
2013년 킹은 2007년 Ragnar Svensson와 Christian Murray가 개발한 가벼운 2차원 게임 엔진인 디폴드(Defold) 게임 엔진을 인수하였다.

### 출시된 게임 목록
- 캔디크러쉬사가
- 팜히어로사가
- 펫레스큐사가
- 알파베리사가
- 캔디크러쉬소다
- 파라다이스베이
- 버블위치사가
- 버블위치사가2
- 캔디크러쉬젤리

## 같이 보기
- 액티비전 블리자드